# Prosactogaster gibba
Prosactogaster gibba är en stekelart som beskrevs av Szelényi 1938. Prosactogaster gibba ingår i släktet Prosactogaster och familjen gallmyggesteklar. Inga underarter finns listade i Catalogue of Life.